# Břevno v oku Tvém
Břevno v oku Tvém je abstraktní štíhlá dřevěná exteriérová socha v Galerijní ulici v Jistebníku v okrese Nový Jičín. Geograficky leží v nížině Oderská brána v Moravskoslezském kraji.

## Historie a popis díla
Břevno v oku Tvém vytvořil český akademický malíř Boris Jirků (*1955) v rámci 1. ročníku sochařského sympozia pořádaného místní Galerijní ulicí v roce 2015. Socha je inspirovaná Biblíckým Novým Zákonem a současníky. Abstraktně ztvárňuje situaci kdy vidíme třísku v oku svého bližního, ale nevidíme trám (břevno) ve svém vlastním oku, tj. obrazně - nevidíme své problémy či chyby, ale vidíme problémy či chyby druhých. Místo úst má socha ostrý bodec, který symbolizuje nebezpečí takového lidského jednání. Dílo, které je uloženo na nízkém betonovém soklu, je vytvořeno z dubového dřeva a nalakované, má dobře viditelné oči, v pravém oku je zabodnuté břevno a pod pravým okem je slza. U sochy je také informační tabule, která dílo a jeho výrobu netradičním způsobem popisuje. Socha, která bývá v noci osvětlená, se stala dominantou Galerijní ulice a je celoročně volně přístupná. Socha byla vytvořena na hrázi místního Galerijního rybníka a do Galerijní ulice byla přemístěna, aby se stala její významnou dominantou.

## Další informace
V blízkosti sochy se nacházejí také dvě dřevěné sochy: Zoban a Lotova žena.

## Galerie

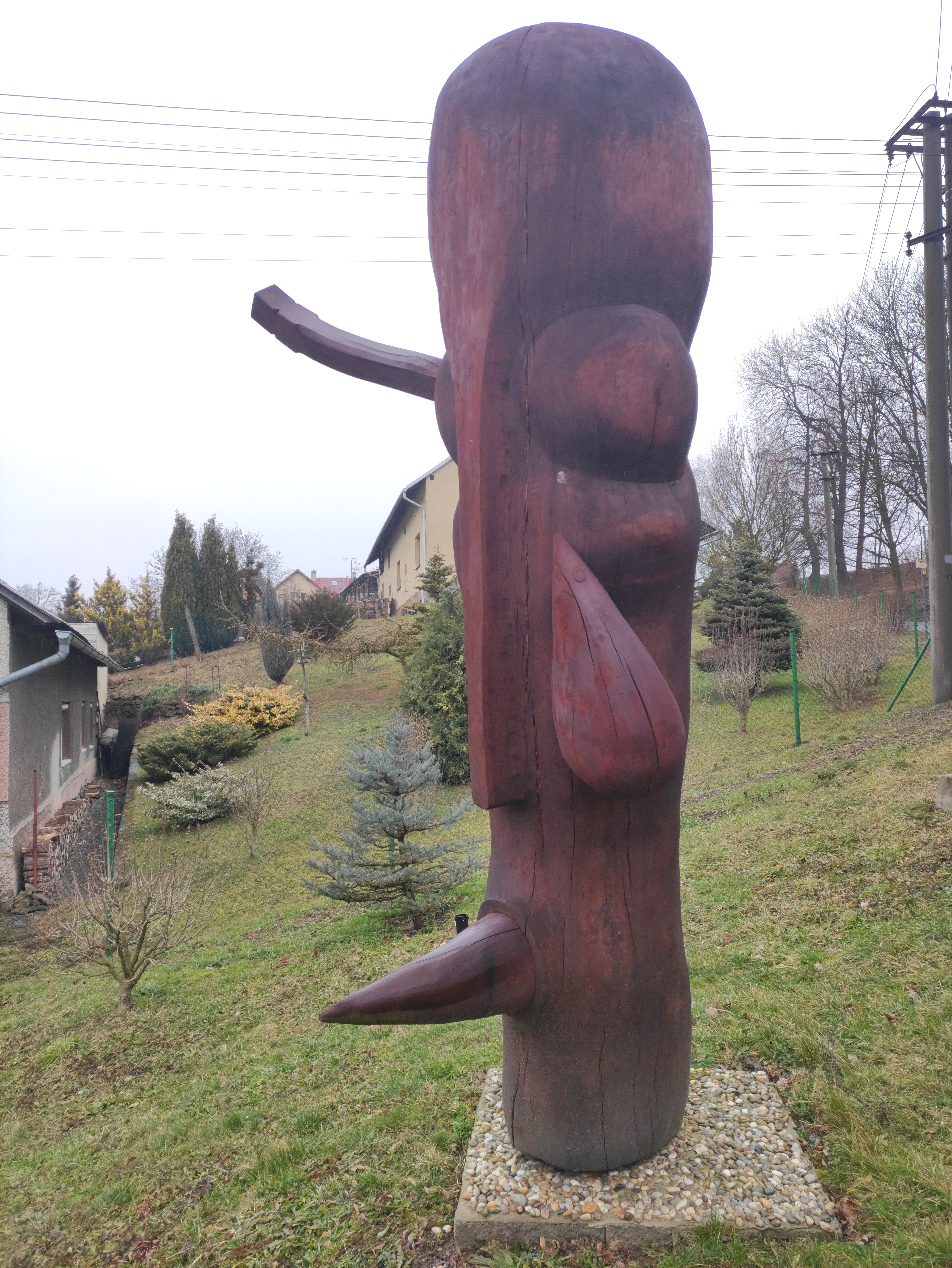
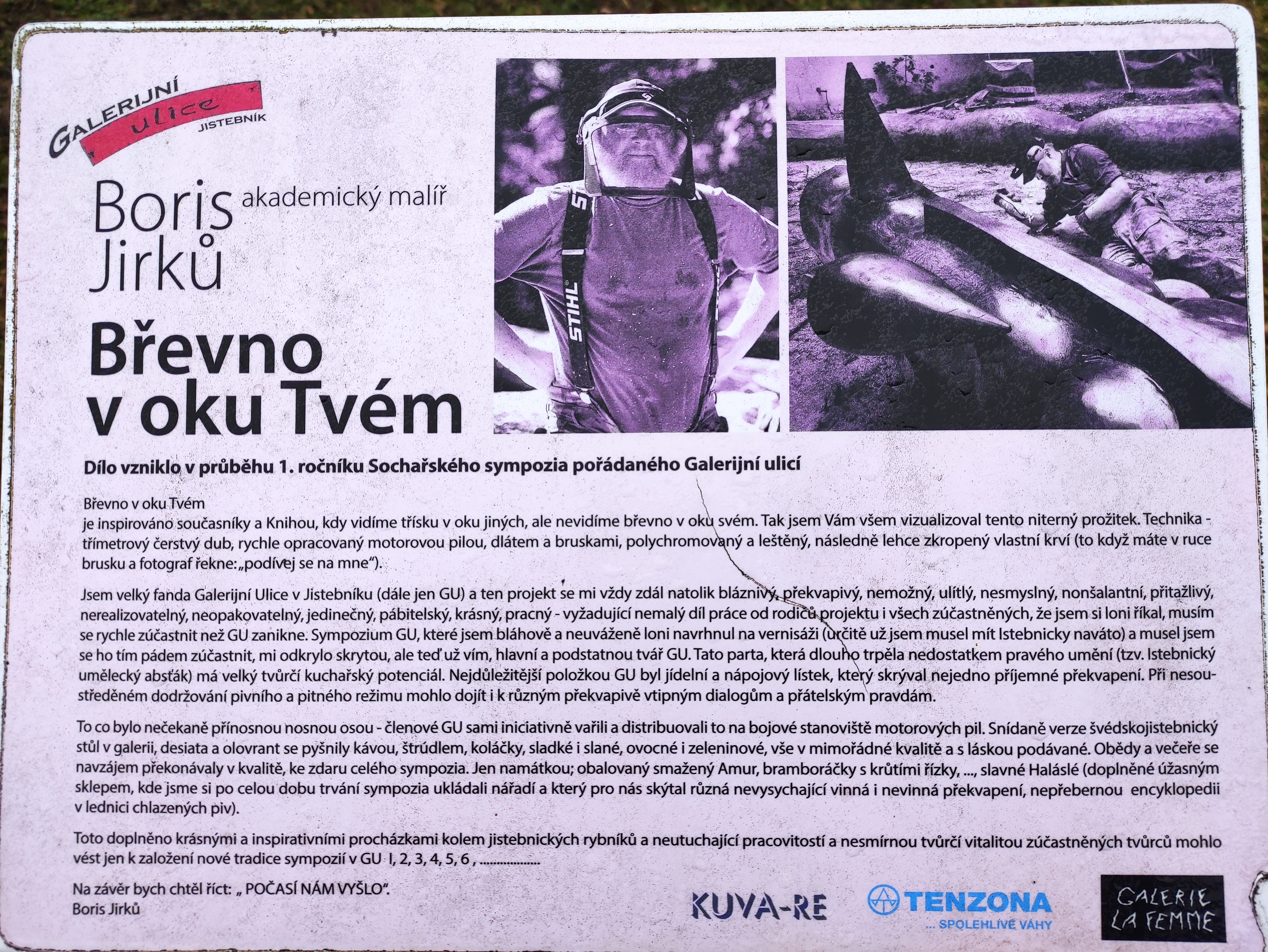
Informační panel u díla